# Filipijnse verkiezingen 2019
De Filipijnse verkiezingen van 2019 vonden plaats op 13 mei 2019. Er werden op deze dag in de Filipijnen zowel op landelijk als op lokaal niveau verkiezingen gehouden. Landelijk werd er gestemd voor twaalf zetels in de Filipijnse Senaat en alle zetels van het Huis van Afgevaardigden. Op lokaal niveau werden verkiezingen gehouden voor de functies van gouverneurs, vicegouverneurs en provinciebestuur op provinciaal niveau, en voor burgemeesters, viceburgemeesters en stadsbesturen of gemeenteraden op stedelijk en gemeentelijk niveau. In de autonome regio Muslim Mindanao, een van de 17 Filipijnse regio's, waren dezelfde dag ook alle regionale zetels verkiesbaar.
In de Filipijnen worden deze verkiezingen aangeduid als zogenaamde midterm elections, omdat ze precies in het midden van de termijn van de in 2016 gekozen president Rodrigo Duterte worden gehouden. In totaal kunnen de geregistreerde stemgerechtigde Filipino's hun stem uitbrengen voor 18.081 beschikbare posities. Verantwoordelijk voor de uitvoering van de verkiezingen was het onafhankelijke kiesorgaan COMELEC.

## Senaat
Elke drie jaar loopt de termijn van twaalf van de 24 senatoren af. Van de twaalf senatoren, van wie de zesjarige termijn in 2019 eindigde, konden er vier niet herkozen worden omdat ze reeds de maximale twee opeenvolgende termijnen in de Senaat gediend hebben. Dit waren Francis Escudero, Gregorio Honasan, Loren Legarda en Antonio Trillanes. Van senator Aquilino Pimentel III werd betwist of hij aan zijn tweede termijn in de Senaat bezig was, aangezien hij na een electoraal protest in 2011 de zetel van Juan Miguel Zubiri had overgenomen. Uiteindelijk werd besloten dat Pimentel opnieuw aan de Senaatsverkiezingen kon deelnemen, waarbij hij opnieuw gekozen werd. Escudero werd bij de verkiezingen gekozen tot gouverneur van Sorsogon. Honasan was in 2018 benoemd tot minister van informatie en communicatie technologie. Legarda werd namens de provincie Antique gekozen in het Filipijns Huis van Afgevaardigden. Trillanes stelde zich in 2019 niet kandidaat voor een andere politieke positie. Van de senatoren waarvan hun eerste termijn afloopt hadden er zich zes opnieuw voor een Senaatszetel gekandideerd. De senatoren Sonny Angara, Nancy Binay, Grace Poe en Cynthia Villar werden herkozen. Bam Aquino en Joseph Victor Ejercito eindigen net buiten de top 12 en werden dus niet herkozen. Naast de genoemde winnaars zijn ook de voormalige senatoren Pia Cayetano, Lito Lapid, Bong Revilla, Francis Tolentino, voormalig politiechef Ronald dela Rosa voormalig gouverneur en afgevaardigde Imee Marcos en Duterte's stafchef Bong Go gekozen in de Senaat. 

### Resultaten senaatsverkiezingen
| Senaatsverkiezingen 2019 | Senaatsverkiezingen 2019 | Senaatsverkiezingen 2019 | Senaatsverkiezingen 2019              | Senaatsverkiezingen 2019 | Senaatsverkiezingen 2019 |
| #                        | Kandidaat                | Partij                   | Partij                                | Resultaten               | Resultaten               |
| #                        | Kandidaat                | Partij                   | Partij                                | Stemmen                  | %                        |
| ------------------------ | ------------------------ | ------------------------ | ------------------------------------- | ------------------------ | ------------------------ |
| 1.                       | Cynthia Villar           |                          | Nacionalista                          | 25.283.727               | 53,46%                   |
| 2.                       | Grace Poe                |                          | onafhankelijk                         | 22.029.788               | 46,58%                   |
| 3.                       | Bong Go                  |                          | PDP–Laban                             | 20.657.702               | 43,68%                   |
| 4.                       | Pia Cayetano             |                          | Nacionalista                          | 19.789.019               | 41,84%                   |
| 5.                       | Ronald dela Rosa         |                          | PDP–Laban                             | 19.004.225               | 40,18%                   |
| 6.                       | Sonny Angara             |                          | LDP                                   | 18.161.862               | 38,40%                   |
| 7.                       | Lito Lapid               |                          | NPC                                   | 16.965.464               | 35,87%                   |
| 9.                       | Imee Marcos              |                          | Nacionalista                          | 15.882.628               | 33,58%                   |
| 8.                       | Francis Tolentino        |                          | PDP–Laban                             | 15.510.026               | 32,79%                   |
| 10.                      | Aquilino Pimentel III    |                          | PDP–Laban                             | 15.510.026               | 32,79%                   |
| 11.                      | Bong Revilla             |                          | Lakas                                 | 14.668.665               | 31,01%                   |
| 12.                      | Nancy Binay              |                          | UNA                                   | 14.504.936               | 30,67%                   |
| 13.                      | Joseph Victor Ejercito   |                          | NPC                                   | 14.313.727               | 30,26%                   |
| 14.                      | Bam Aquino               |                          | Liberal                               | 14.144.923               | 29,91%                   |
| 15.                      | Jinggoy Estrada          |                          | PMP                                   | 11.359.305               | 24,02%                   |
| 16.                      | Mar Roxas                |                          | Liberal                               | 9.843.288                | 20,81%                   |
| 17.                      | Serge Osmeña             |                          | onafhankelijk                         | 9.455.202                | 19,99%                   |
| 18.                      | Willie Ong               |                          | Lakas                                 | 7.616.265                | 16,10%                   |
| 19.                      | Dong Mangudadatu         |                          | PDP–Laban                             | 7.499.604                | 15,86%                   |
| 20.                      | Jiggy Manicad            |                          | onafhankelijk                         | 6.896.889                | 14,58%                   |
| 21.                      | Chel Diokno              |                          | Liberal                               | 6.342.939                | 13,41%                   |
| 22.                      | Juan Ponce Enrile        |                          | PMP                                   | 5.319.298                | 11,25%                   |
| 23.                      | Gary Alejano             |                          | Liberal                               | 4.726.652                | 9,99%                    |
| 24.                      | Neri Colmenares          |                          | Makabayan                             | 4.683.942                | 9,90%                    |
| 25.                      | Samira Gutoc             |                          | Liberal                               | 4.345.252                | 9,19%                    |
| 26.                      | Romulo Macalintal        |                          | onafhankelijk                         | 4.007.339                | 8,47%                    |
| 27.                      | Erin Tañada              |                          | Liberal                               | 3.870.529                | 8,18%                    |
| 28.                      | Larry Gadon              |                          | KBL                                   | 3.487.780                | 7,37%                    |
| 29.                      | Florin Hilbay            |                          | Aksyon                                | 2.757.879                | 5,83%                    |
| 30.                      | Freddie Aguilar          |                          | onafhankelijk                         | 2.580.230                | 5,46%                    |
| 31.                      | Glenn Chong              |                          | KDP                                   | 2.534.335                | 5,36%                    |
| 32.                      | Raffy Alunan             |                          | Bagumbayan                            | 2.059.359                | 4,35%                    |
| 33.                      | Faisal Mangondato        |                          | onafhankelijk                         | 1.988.719                | 4,20%                    |
| 34.                      | Agnes Escudero           |                          | onafhankelijk                         | 1.545.985                | 3,27%                    |
| 35.                      | Dado Padilla             |                          | PFP                                   | 1.095.337                | 2,32%                    |
| 36.                      | Ernesto Arellano         |                          | onafhankelijk                         | 937.713                  | 1,98%                    |
| 37.                      | Allan Montaño            |                          | onafhankelijk                         | 923.419                  | 1,95%                    |
| 38.                      | Leody de Guzman          |                          | PLM                                   | 893.506                  | 1,89%                    |
| 39.                      | Melchor Chavez           |                          | WPP                                   | 764.473                  | 1,62%                    |
| 40.                      | Vanjie Abejo             |                          | onafhankelijk                         | 656.006                  | 1,39%                    |
| 41.                      | Toti Casiño              |                          | KDP                                   | 580.853                  | 1,23%                    |
| 42.                      | Abner Afuang             |                          | WPP                                   | 559.001                  | 1,18%                    |
| 43.                      | Shariff Albani           |                          | onafhankelijk                         | 496.855                  | 1,05%                    |
| 44.                      | Dan Roleda               |                          | UNA                                   | 469.840                  | 0,99%                    |
| 45.                      | Ding Generoso            |                          | onafhankelijk                         | 449.785                  | 0,95%                    |
| 46.                      | Nur-Ana Sahidulla        |                          | KDP                                   | 444.096                  | 0,94%                    |
| 47.                      | Abraham Jangao           |                          | onafhankelijk                         | 434.697                  | 0,92%                    |
| 48.                      | Marcelino Arias          |                          | WPP                                   | 424.984                  | 0,90%                    |
| 49.                      | Richard Alfajora         |                          | onafhankelijk                         | 404.513                  | 0,86%                    |
| 50.                      | Sonny Matula             |                          | WPP                                   | 400.339                  | 0,85%                    |
| 51.                      | Elmer Francisco          |                          | PFP                                   | 395.427                  | 0,84%                    |
| 52.                      | Joan Sheelah Nalliw      |                          | onafhankelijk                         | 390.165                  | 0,82%                    |
| 53.                      | Gerald Arcega            |                          | WPP                                   | 383.749                  | 0,81%                    |
| 54.                      | Butch Valdes             |                          | KDP                                   | 367.851                  | 0,78%                    |
| 55.                      | Jesus Caceres            |                          | onafhankelijk                         | 358.472                  | 0,76%                    |
| 56.                      | Bernard Austria          |                          | Philippine Democratic Socialist Party | 347.013                  | 0,73%                    |
| 57.                      | Jonathan Baldevarona     |                          | onafhankelijk                         | 310.411                  | 0,66%                    |
| 58.                      | Emily Mallillin          |                          | onafhankelijk                         | 304.215                  | 0,64%                    |
| 59.                      | Charlie Gaddi            |                          | onafhankelijk                         | 286.361                  | 0,61%                    |
| 60.                      | RJ Javellana             |                          | KDP                                   | 258.538                  | 0,55%                    |
| 61.                      | Junbert Guigayuma        |                          | WPP                                   | 240.306                  | 0,51%                    |
| 62.                      | Luther Meniano           |                          | WPP                                   | 159.774                  | 0,34%                    |
| Totaal aantal stemmen    | Totaal aantal stemmen    | Totaal aantal stemmen    | Totaal aantal stemmen                 | 362.179.156              | n.v.t.                   |
| stemmers/opkomst         | stemmers/opkomst         | stemmers/opkomst         | stemmers/opkomst                      | 47.296.442               | 74,31%                   |
| Registreerde stemmers    | Registreerde stemmers    | Registreerde stemmers    | Registreerde stemmers                 | 63.643.263               | 100,00%                  |